# Falling Skies
Falling Skies es una serie de televisión estadounidense de ciencia ficción, creada por Steven Spielberg y Robert Rodat para TNT. La serie es producida por DreamWorks Television con Steven Spielberg como productor ejecutivo. Fue estrenada el domingo 19 de junio de 2011 con un episodio piloto de dos horas de duración.
El 7 de julio de 2011, TNT anunció que la serie había sido renovada para una segunda temporada de 10 episodios, que fue estrenada el 17 de junio de 2012. La serie, que fue renovada para una tercera temporada de 10 episodios el 12 de julio de 2012, la cual se estrenó el 9 de junio de 2013 con un especial de dos horas. El 2 de julio de 2013, TNT renovó la serie para una cuarta temporada, que consta de 12 episodios y fue estrenada el 22 de junio de 2014. El 18 de julio de 2014, TNT anunció la renovación de la serie para una quinta y última temporada de diez episodios, que fue estrenada el 28 de junio de 2015.

## Argumento
Falling Skies cuenta la historia de las secuelas de una invasión alienígena que, además de neutralizar toda la tecnología avanzada y la generación de electricidad, elimina a la gran mayoría de las fuerzas militares de todos los países en un tiempo corto. Se infiere que cerca del 90% de la población mundial fue eliminada en la primera ola del ataque. La historia comienza 6 meses después de la invasión.

### Primera temporada
La serie se centra en Tom Mason, un antiguo profesor de Historia en una Universidad de Boston cuya familia ha sido destrozada. Su esposa murió en el ataque inicial y uno de sus tres hijos ha sido capturado. Decidido a recuperar a su hijo y mantener a los otros dos a salvo, Tom debe poner a prueba su conocimiento de historia militar como uno de los líderes del movimiento de resistencia formado por soldados y civiles en contra de la invasión alienígena, conocido como 2nd Mass, debido a su localización en Boston, Massachusetts. Ellos tratan de obtener información sobre la inteligencia extraterrestre, con el fin de algún día poder descubrir debilidades para así poder vencerlos y reconstruir sus vidas. Después de varios intentos logran rescatar al hijo de Tom pero este llevaba en su espalda un yugo que no le permitía tener control de su cuerpo. Un doctor amigo de Tom Mason, que había dejado morir la esposa de este, entrena a la doctora Anne para operar a su hijo y sacarle el yugo pero hay un riesgo de que muera. Anne entra a la sala de operaciones y después de unas horas le dice a Tom que su hijo está bien.

### Segunda temporada
Después del ataque a la base alienígena, los invasores se dan a la tarea de emboscar a la resistencia. Tom espera que su decisión de aceptar el diálogo con los invasores pueda liberar a su hijo Ben de la influencia de éstos, además planea que este acercamiento le dé una mejor perspectiva de lo que los aliens planean, pero las dudas sobre su lealtad comienzan a aparecer cuando los combatientes descubren que los invasores le han implantado una especie de parásito en su córnea. Poco después, la 2nd Mass entra en contacto con El Skitter del Ojo Rojo, quien es el líder de la resistencia Skitter, que busca librarse del yugo de los Overlords y busca el apoyo de la resistencia humana, pero la 2nd Mass no confía en dicha unión. La 2nd Mass se traslada a Charleston, Carolina del Sur; donde hay una nueva civilización, liderada por un antiguo mentor de Tom, y donde deciden aliarse con la rebelión Skitter para poder destruir una poderosa arma que los Overlords están construyendo; tras el éxito en la misión, una nueva criatura se hace presente.

### Tercera temporada
Siete meses después de la llegada de la 2nd Mass a Charleston, Tom Mason ha sido nombrado presidente del Nuevo Estados Unidos y ha adoptado un enfoque más agresivo para tratar la ocupación extranjera de lo que hizo el Dr. Manchester. El gobierno de Tom ha formado una tenue alianza con los Skitters rebeldes, teniendo a Ben como mediador entre ambos bandos, que buscan doblegar a los Espheni, que ahora son liderados por alguien mucho más siniestro que el señor de Karen. Sin embargo, el peligro para los sobrevivientes no sólo está fuera, Tom sospecha, a raíz de las recientes pérdidas en batalla, que puede haber un espía dándole información estratégica a los Señores. Mientras tanto Weaver, recién ascendido a Coronel, está disfrutando de una renovada relación con su hija Jeanne y Hal se está recuperando de las misteriosas lesiones que sufrió al intentar destruir una súper arma alienígena pero tiene una preocupación creciente de que algo está mal con él más allá de meras heridas de batalla.

### Cuarta temporada
Tras ser relegados por los Volm en la lucha contra los Espheni, y tras ser obligados a separarse en pequeños grupos, los supervivientes de la 2nd Mass continúan combatiendo por su libertad contra los invasores extraterrestres, pero la línea entre lo humano y lo no humano se desdibuja cada vez más, sin embargo, algo es seguro: todo ha cambiado y la pesadilla recién comienza.

## Reparto

### Principales
| Actor             | Personaje             | Temporada | Temporada | Temporada | Temporada | Temporada |
| Actor             | Personaje             | 1         | 2         | 3         | 4         | 5         |
| ----------------- | --------------------- | --------- | --------- | --------- | --------- | --------- |
| Noah Wyle         | Tom Mason             | Principal | Principal | Principal | Principal | Principal |
| Moon Bloodgood    | Anne Glass            | Principal | Principal | Principal | Principal | Principal |
| Drew Roy          | Hal Mason             | Principal | Principal | Principal | Principal | Principal |
| Will Patton       | Coronel Daniel Weaver | Principal | Principal | Principal | Principal | Principal |
| Jessy Schram      | Karen Nadler          | Principal | Invitada  | Invitada  | Invitada  |           |
| Connor Jessup     | Ben Mason             | Principal | Principal | Principal | Principal | Principal |
| Maxim Knight      | Matt Mason            | Principal | Principal | Principal | Principal | Principal |
| Seychelle Gabriel | Lourdes Delgado       | Principal | Principal | Principal | Principal |           |
| Peter Shinkoda    | Dai                   | Principal | Principal | Invitado  |           |           |
| Mpho Koaho        | Anthony               | Principal | Principal | Principal | Principal | Principal |
| Sarah Carter      | Margaret              | Principal | Principal | Principal | Principal | Principal |
| Colin Cunningham  | John Pope             | Principal | Principal | Principal | Principal | Principal |
| Doug Jones        | Cochise               |           |           | Principal | Principal | Principal |
| Scarlett Byrne    | Lexi                  |           |           |           | Principal | Invitada  |

## Episodios
| Temporada | Temporada | Episodios | Episodios | Emisión original    | Emisión original     |
| Temporada | Temporada | Episodios | Episodios | Primera emisión     | Última emisión       |
| --------- | --------- | --------- | --------- | ------------------- | -------------------- |
|           | 1         | 10        | 10        | 19 de junio de 2011 | 7 de agosto de 2011  |
|           | 2         | 10        | 10        | 17 de junio de 2012 | 19 de agosto de 2012 |
|           | 3         | 10        | 10        | 9 de junio de 2013  | 4 de agosto de 2013  |
|           | 4         | 12        | 12        | 22 de junio de 2014 | 1 de agosto de 2014  |
|           | 5         | 10        | 10        | 28 de junio de 2015 | 30 de agosto de 2015 |

## Producción
En mayo de 2009, TNT anunció que había ordenado el piloto de un proyecto sin título de invasión extraterrestre. Robert Rodat escribió el episodio piloto de una idea que fue co-concebida por Rodat y Steven Spielberg. En enero de 2010, TNT ordenó 10 episodios de la primera temporada, que se estrenó en junio de 2011.

## Estreno
Escenas del piloto fueron seleccionadas el 1 de abril de 2011, como parte de WonderCon 2011. El Reino Unido recibió el estreno mundial del episodio piloto en su totalidad, en el primer Kapow! Comic Con el 12 de abril de 2011.

## Promoción

### Promoción en línea
La serie cuenta con una web oficial donde cada dos semanas se lanzó un cómic cuya historia comienza unas semanas después de la invasión y, cuando llega a su conclusión, conduce directamente a los dos primeros episodios de la serie. Es publicado por Dark Horse Comics, que también publicó  un cómic de 104 páginas, mismo que se dio a conocer el 13 de julio de 2011.
Videos de los personajes también están disponibles en línea, cada video explora a los personajes principales de la serie.
En España, el webcomic se publicó también semanalmente, junto con diferentes promos de la serie en un sitio creado específicamente para ello. Además, la promoción se llevó a las redes sociales con Facebook, Twitter y Tuenti. Asimismo, Canal TNT España sigue publicando entradas en el blog oficial de la serie.

## Distribución internacional
En Alemania, España y América Latina, la serie se estrenó el 24 de junio de 2011, sólo cinco días después del estreno mundial de EE. UU. La serie fue transmitida las noches de los viernes a las 10:15 PM por TNT España, a las 8:15 PM por TNT Serie en Alemania y a las 10:00 PM en América Latina a través de TNT y al mismo tiempo en el canal hermano Space. La serie se estrenó en FOX en el Reino Unido e Irlanda el 11 de enero de 2014.
En México, Azteca 7 estrenó la serie el 12 de noviembre de 2012.

## Recepción

### Recepción de la crítica
En su estreno, la serie recibió críticas de mixtas a positivas. Tim Goodman, del Hollywood Reporter escribió: "...el valor de entretenimiento y el suspenso de Falling Skies es un ritmo perfecto. Uno tiene la sensación de que va a obtener las respuestas con el tiempo. Y, sin embargo, quieres devorar el siguiente episodio de inmediato". Thomas Conner del Chicago Sun-Times lo llamó "un verdadero drama familiar, aún con los aliens". Y continuó: "se trata de una mezcla de Jericho con V, con lo bueno de ambos y lo malo descartado. Va a subir la barra de verano significativamente". El crítico del Washington Post, Hank Steuver opinó sobre las interpretaciones de los actores "La serie es frenada por tantas actuaciones de madera, incluido Wyle". En The Miami Herald, Glenn Garvin también criticó las pobres actuaciones afirmando que "el elenco de Falling Skies parece no estar convencido y no convence". Garvin destacó la actuación de Sarah Carter como la única excepción, y añadió que Spielberg ha "tocado fondo" con esta serie de drama familiar.

### Recepción del público
El estreno de dos horas de Falling Skies fue visto por 5.900.000 espectadores, lo que lo convierte en el estreno de televisión por cable más exitoso del año, con más de 2,6 millones de adultos entre 18-49 años y 3,2 millones de adultos entre 25-54 años. En su estreno en España consiguió 1.884.000 espectadores y un 10,5% de share. La media total de la 1.ª temporada fue de un 8,1% y 1.385.000 espectadores. Por su parte, en la 2.ª temporada los datos descendieron hasta 708.000 espectadores y 5,8% de share. En el Reino Unido, se estrenó en el canal de pago FOX, con 402.000 espectadores.
La serie empató, junto con American Horror Story de FX, como la gran revelación del año en una serie nueva transmitida por cable entre los adultos de 18-49 años.
«What Hides Beneath», el octavo episodio de la primera temporada fue visto por 4,31 millones de espectadores y obtuvo una cuota de 1,5 clasificaciones entre los adultos de 18-49 y convirtió a Falling Skies en la serie con más alta clasificación de TNT.  El final de la primera temporada recibió 5,6 millones de espectadores,y fue clasificado como el más alto desde el estreno de la serie, que recibió 2,5 millones de espectadores en la demográfica de 18-49 años.
Por otro lado, «Young Bloods», el cuarto episodio de la segunda temporada se convirtió en el episodio menos visto a lo largo de toda serie, al recibir 3,39 millones de espectadores la noche de su estreno, siendo desplazado más tarde por «Death March», el octavo episodio, que logró que solamente 3,34 millones de espectadores lo sintonizaron la noche de su estreno.
Por otra parte, «Ghost in the Machine» fue visto por 3,67 millones de espectadores, convirtiéndose en el estreno de temporada con menor audiencia a lo largo de la serie.